# قانون الصدارة في الإقناع
في مجال الإعلانات والاتصالات العامة، ينص قانون الصدارة في الإقناع، كما افترضه فريدرك هانسن لاند عام 1925 أن الجانب المطروح أولاً من القضية يكون أكثر فعالية من الجانب المطروح لاحقًا. وأعطى لاند طلابه الجامعيين مستندًا يدعم جانبًا واحدًا من قضية مثيرة للجدل، ثم قدم مستندًا ثانيًا يتخذ موقفًا معارضًا للجانب الأول. واكتشف لاند أن المستند الذي تمت قراءته أولاً كان أوقع وأكثر تأثيرًا، بغض النظر عن الجانب الذي عبّر عنه. وكان هذا الدليل القائم على الملاحظة والتجربة مقبولاً بوجهٍ عام حتى عام 1950 عندما نشر كرومويل اكتشافات حول تأثير الحداثة في المناقشات الإقناعية، وتُعد هذه الاكتشافات جديرة بالثقة من الناحية الإحصائية. لكن عندما قام كارل هوفلاند ومساعدوه بنشر ما يُعرف الآن باسم ترتيب العرض التقديمي في الإقناع؛ الذي يُعد دراسةً منهجية لمشكلة الحداثة والصدارة.
يصف لاند قانون الصدارة في الإقناع بأنه هو محور الموضوع. حيث يشير إلى المبدأ المُتبع على أنه "عندما يطلع الحضور على كل من جانبي القضية، أي الجانبين أكثر تأثيرًا على القضية؟ المطروح أولاً (يجسد الصدارة) أم المطروح لاحقًا (يجسد الحداثة)؟ ولم تبدأ الدراسة المنهجية لهذه المشكلة حتى خمسينيات القرن العشرين عندما نشر كارل هوفلاند وفريقه ترتيب العرض التقديمي في الإقناع.
اكتشفت دراسة نشرت في «جريدة علم النفس غير الطبيعي» (Journal of Abnormal Psychology) أن الترتيب الذي تُقدم به الحجج المتناقضة والفاصل الزمني بينها، ووقت اختبار ثماني مجموعات متنوعة قد أظهرت أن الحداثة تتمتع بالأفضلية.

## كتابات أخرى
- Lund, Frederick Hansen. &quot;The Psychology of Belief IV: The Law of Primacy in Persuasion,&quot; Journal of Abnormal Social Psychology 20 (1925): 183-91.